# Pictanovo
Pictanovo est une association française basée à Tourcoing dont l'objet est la promotion et l'appui à la production audiovisuelle et cinématographique dans la région des Hauts-de-France. Elle s'est d'abord appelée Centre régional de ressources audiovisuelles (CRRAV) lors de sa création en 1985 avant de prendre son nom actuel en 2013.

## Histoire
Créée en 1985 sous le nom de Centre régional de ressources audiovisuelles (CRRAV) à l'initiative de la région Nord-Pas-de-Calais, l'association est devenue Pictanovo en 2013, par fusion-absorption avec le Pôle Images Nord-Pas-de-Calais, également de statut associatif. Sa compétence a ensuite été étendue à l'ensemble de la région des Hauts-de-France lorsque cette dernière a été créée, à compter du 1er janvier 2016.

## Gouvernance
L'association est présidée par son principal financeur, la région Hauts-de-France. Sont également membres de droit la Métropole européenne de Lille, la communauté d’agglomération de la Porte du Hainaut, la communauté d'agglomération Valenciennes Métropole et Amiens Métropole.
Ses adhérents sont quant à eux répartis en sept collèges : les associations professionnelles, les adhérents du parc de matériel, les écoles et universités, les entreprises, les diffuseurs et chaînes régionales, la diffusion culturelle et l’éducation à l’image, et enfin les partenaires internationaux.

### Direction
| Identité                      | Période      | Période | Durée |
| Identité                      | Début        | Fin     | Durée |
| ----------------------------- | ------------ | ------- | ----- |
| Godefroy Vujicic (né en 1975) | 19 août 2019 |         |       |

| Identité                             | Période          | Période | Durée |
| Identité                             | Début            | Fin     | Durée |
| ------------------------------------ | ---------------- | ------- | ----- |
| Grégory Tempremant (d), (né en 1978) | 16 novembre 2021 |         |       |

## Objet
L’association a pour objet de promouvoir la création, la production, la diffusion et l’innovation en matière de cinéma, de télévision, de jeux vidéo, d’animation, d’images de synthèse, de nouvelles écritures, d’art de la scène et de production musicale au sein de la région des Hauts-de-France.
Son activité de soutien au secteur audiovisuel prend notamment la forme de subventions de projets sélectionnés par des comités de lecture, dans le cadre d’un partenariat entre l’État, la région Hauts-de-France et le Centre national du cinéma.
Ces ressources sont réparties dans huit fonds dédiés aux longs métrages et séries télévisuelles, aux courts métrages, aux jeux vidéo, à l'animation, aux documentaires, aux nouveaux médias, aux jeunes auteurs et aux programmes éditoriaux portant sur deux à cinq œuvres.

## Filmographie
- 1993 : La Place d'un autre de René Féret
- 1993 : Faut-il aimer Mathilde ? d'Edwin Baily
- 1996 : La Vie de Jésus de Bruno Dumont
- 1998 : Chacun pour soi de Bruno Bontzolakis
- 1998 : C'est la tangente que je préfère de Charlotte Silvera
- 1999 : Inséparables de Michel Couvelard
- 1999 : L'Humanité de Bruno Dumont
- 1999 : Qui plume la lune ? de Christine Carrière
- 2000 : Sauve-moi de Christian Vincent
- 2000 : Micheline de Luc Leclerc du Sablon
- 2000 : Le Monde de Marty de Denis Bardiau
- 2002 : L'Enfant du pays de René Féret
- 2003 : Quand la mer monte... de Yolande Moreau et Gilles Porte
- 2005 : Flandres de Bruno Dumont
- 2005 : Emmenez-moi de Edmond Bensimon
- 2005 : Joyeux Noël de Christian Carion
- 2006 : Le Scaphandre et le Papillon de Julian Schnabel
- 2007 : Welcome de Philippe Lioret
- 2007 : Bienvenue chez les Ch'tis de Dany Boon
- 2010 : Petite Fille (téléfilm)
- 2023 : Marinette de Virginie Verrier